# Elena di Laurino
Elena Consalvo (Laurino, 509 circa – Pruno, 530), vergine anacoreta, è la santa patrona di Laurino.
Nonostante nel paese natale sia venerata il 22 maggio, il martirologio romano prevede la sua ricorrenza il 20 aprile.

## Agiografia
La nascita della giovane è tradizionalmente collocata agli inizi del VI secolo, più precisamente nel 509; tuttavia nuovi studi la ricollocherebbero tra l'VIII e il IX secolo. Secondo la tradizione proveniva da una famiglia molto devota e di umili origini.
Costretta da maldicenze locali ad allontanarsi dal paese natale, intraprese una vita di ascetismo e preghiera in una grotta di Pruno (frazione della confinante Valle dell'Angelo), luogo in cui morì all'età di 21 anni.
Inizialmente le reliquie della santa erano conservate nella città di Ariano, dove erano state portate, secondo la tradizione, da sant'Elzearo da Sabrano; tuttavia, l’urna con la statua distesa di Sant’Elena e le stesse ossa furono trasferite a Laurino nel 1882 dal vescovo di Ariano Francesco Trotta.